# Wenceslas Steinbock
Le  comte Wenceslas Steinbock est un personnage de La Comédie humaine d’Honoré de Balzac, qui apparaît surtout dans La Cousine Bette.

## Reconstitution biographique
Balzac le fait naître en 1804 à Prelie en Livonie, Pologne ; il est le petit-neveu du comte Steinbock, un des généraux de Charles XIII de Suède.
D'abord professeur des beaux-arts au lycée de Varsovie en 1830, il est obligé de fuir à la suite d'une révolte de ses élèves contre le vice-roi de Pologne, Constantin. Il traverse l'Allemagne à pied et arrive à Paris en 1833, où il se retrouve dans la misère. Il est prêt à se suicider quand intervient Élisabeth Fischer, sa voisine qui lui sauve la vie et tombe amoureuse de lui. Il est placé comme apprenti ciseleur-graveur chez Florent et Chanor, où il rencontre le sculpteur Stidmann qui l'encourage.
Devenu très habile de ses mains, il offre à Bette Fischer un cachet en argent ciselé. Bette le montre triomphalement à Hortense Hulot d'Ervy, fille de la baronne Hulot d'Ervy, pour prouver que Wenceslas est bien son « amoureux ». Wenceslas a d'autre part réalisé un groupe en bronze, Samson, qui enchante le baron Hulot d'Ervy. Ce dernier présente l'œuvre d'art au comte Anselme Popinot (frère cadet du juge Jean-Jules Popinot), qui l'achète aussitôt.
En 1838, il refuse d'épouser Bette Fischer. Elle se venge en le faisant incarcérer à Clichy, mais il est bientôt libéré par Stidmann et il épouse Hortense Hulot en 1839. Le jeune couple s'installe rue Saint-Dominique où Wenceslas exécute la statue équestre du maréchal de Montcornet.
En 1841, il s'endette et Bette Fischer le pousse dans les bras de Valérie Marneffe, la femme d'un employé au ministère de la Guerre. Valérie entretient Wenceslas et elle s'arrange pour faire connaître sa liaison à la comtesse Hortense Steinbock. Mais Wenceslas est bientôt las de cette liaison et, en 1843, il réintègre le domicile conjugal. Valérie Marneffe épouse alors Célestin Crevel. Ces deux derniers mourront peu après leur mariage, empoisonnés par un ancien amant de Valérie, le Brésilien Henri Montès de Montéjanos.
Wenceslas devient ensuite critique d'art. Son dernier chef-d'œuvre est la décoration du palais du comte Laginski dans La Fausse Maîtresse.
Wenceslas Steinbock apparaît aussi dans :
- La Femme auteur

## Interprètes à l'écran
- 1927 : François Rozet dans La Cousine Bette (film).
- 1964 : Jean Sobieski dans La Cousine Bette (téléfilm).
- 1971 : Colin Baker dans La Cousine Bette (télésuite).
- 1998 : Aden Young dans La Cousine Bette (film).